# Waldemar Cerny
Waldemar Cerny (* 1911) war ein tschechischer Hochschullehrer, Dirigent und Komponist.
Cerny war ab 1940 als Universitätsprofessor an der Karls-Universität in Prag tätig.
Er ist der Vater des deutsch-australischen Schauspielers und Opernsängers (Bariton) Florian Cerny aus Sydney.